# Actinolit
Actinolit là một khoáng vật silicat amphibol có công thức hóa học Ca2(Mg,Fe)5Si8O22(OH)2.

## Từ nguyên
Actinolit có nguồn gốc từ tiếng Hy Lạp aktis (ἀκτίς), nghĩa "tia sáng" do dạng sợi tự nhiên của nó. (Từ này cũng có nguồn gốc từ nguyên tố hóa học actini.)

## Khoáng vật học
Actinolit là thành viên trung tính trong nhóm dung dịch rắn giữa tremolit giàu magnesi, Ca2Mg5Si8O22(OH)2, và ferro-actinolit giàu sắt, Ca2Fe5Si8O22(OH)2. Các ion Mg và Fe có thể được trao đổi một cách tự do trong cấu trúc tinh thể. Giống như tremolit, asbestiform actinolit được cấu trúc giống như asbest.

## Phân bố
Actinolit được tìm thấy phổ biến trong các đá biến chất, như vành tiếp xúc xung quan các đá mácma xâm nhập đã nguội. Nó cũng xuất hiện trong các đá vôi giàu magnesi bị biến chất.
Một vài dạng asbest được hình thành ở dạng actinolit sợi, các sợi nhỏ đến nổi chúng có thể đi vào phổi và làm phá hủy túi phổi.

## Đá quý
Một số dạng actinolit được dùng làm đá quý như nephrit là một trong hai loại jade (loại còn lại là một biến thể của pyroxen có tên jadeit).
Một biến thể khác là dạng chatoyant hay được gọi là actinolit mắt mèo. Loại đá này không trong suốt đến mờ và có màu lục đến vàng lục. Dạng biến thể này đã từng bị nhầm lẫn với jade mắt mèo. Actinolit trong suốt thì hiếm gặp và thường được mài giũa theo mặt để làm các bộ sưu tập đá quý. Những nơi cung cấp các dạng actinolit này là Đài Loan và Canada. Những nơi có nguồn cung cấp khác là Madagascar, Tanzania và Hoa Kỳ.

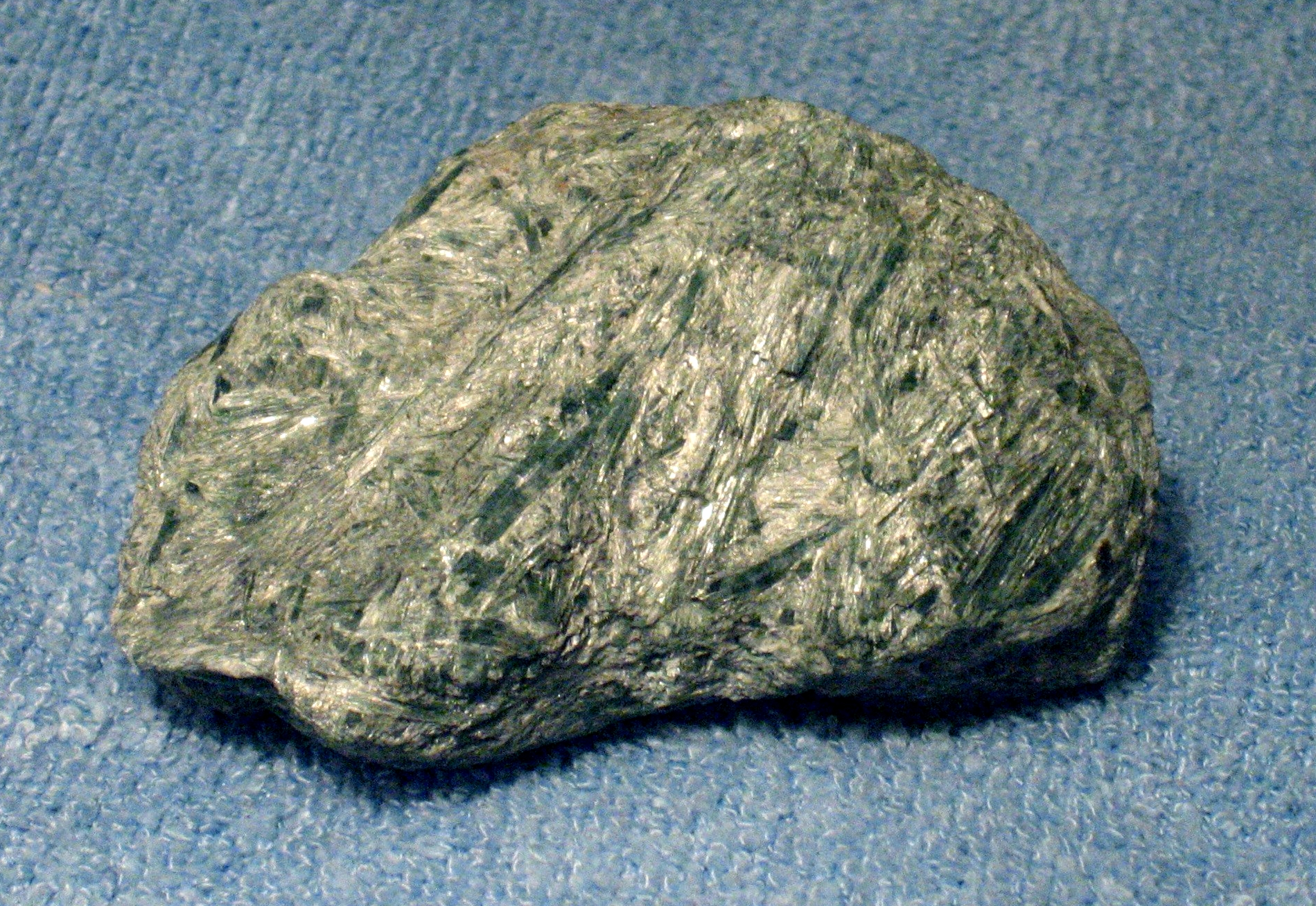
(ACTINOLIT) Tên tiếng việt